# 李甫文
李甫文（？—？），號闢南，福建漳州府海澄縣人，明朝政治人物。

## 生平
萬曆十九年（1591年）辛卯科福建鄉試舉人。萬曆二十年（1592年）聯捷壬辰科三甲二百二十九名進士，都察院觀政，二十三年授大理寺評事，丁憂歸。二十七年補原职，二十八年河南恤刑，二十九年升右寺副，三十二年升右寺正，升平樂知府，萬曆三十四年（1606年）調任广西桂林府知府。三十五年考察調簡，同年補廣東高州府知府。三十八年考察，四十三年降濟南府同知，卒。

## 家族
曾祖李端嶷（李刚咸）；祖父李寅祈，贈知州；父李進（李道），省祭。